# Kirkpatrickův model

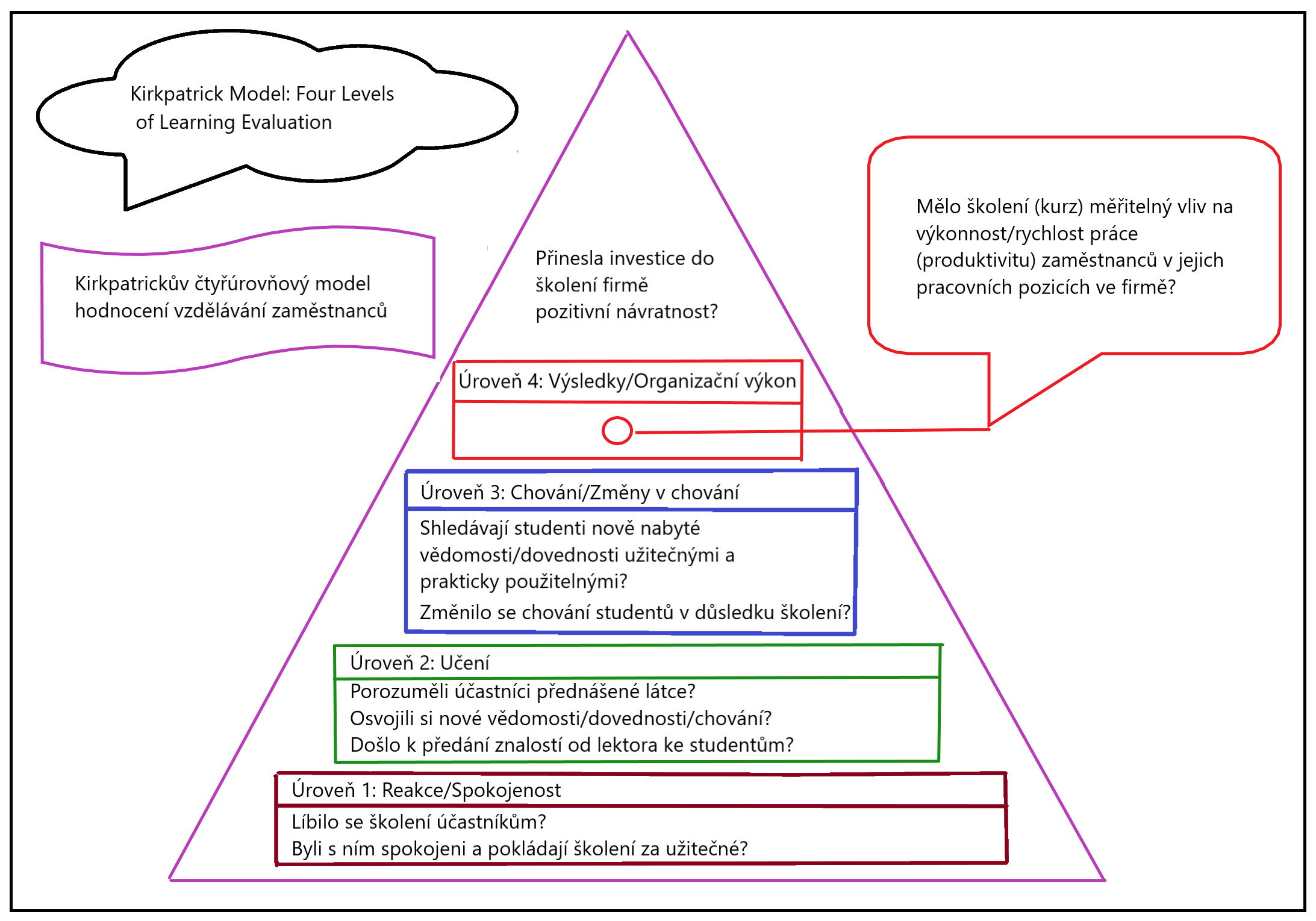
Schematické znázornění Kirkpatrickova modelu

Kirkpatrickův model (nazýván také jako čtyřúrovňový model hodnocení vzdělávání) je systémem hodnocení vzdělávání zaměstnanců.

## Principy hodnocení
Byl vytvořen Donaldem Kirkpatrickem v padesátých letech dvacátého století. Na začátku stojí otázka: „Vzhledem k analýze vzdělávacích potřeb, jaké chování by mělo být tréninkem změněno tak, aby bylo dosaženo cíle?“ Tyto cíle představují důležité vstupy při realizaci tréninku a zároveň jsou důležitým zdrojem při evaluaci. Jedná se o čtyři oblasti, ve kterých by po absolvovaném vzdělávání mělo dojít ke změně: 
1. Reakce vypovídají o tom, jak účastníci afektivně hodnotí trénink, zda jsou s ním spokojeni a zda jej subjektivně vnímají jako užitečný.
2. Učení zjišťuje, zda účastníci tréninku opravdu porozuměli, jestli byli obohaceni o nové vědomosti, dovednosti (osvojili-li si nové chování) a nabyly tak na jejich základě nových kompetencí. Soustředí se nejenom na aktuálně nabité vědomosti, ale také na to, jak si je účastníci udrželi v čase.
3. Chování popisuje, zda účastníci opravdu shledávají nabyté vědomosti a dovednosti užitečné a použijí-li je tedy ve své praxi, tj. dojde ke změně chování.
4. Výsledky přímo popisují dopad daného kurzu na výsledky firmy. Může jít o zvýšení produktivity zaměstnanců nebo třeba snížení potřebného času na vyřešení určitých úkolů na pracovišti.